# Шубина, Елена Данииловна
Еле́на Дании́ловна Шу́бина (также Дани́ловна, урождённая Поляко́ва; род. 17 августа 1948, Ступино) — российский литературовед, редактор и издатель. Специалист по Андрею Платонову и современной русской прозе. Руководитель «Редакции Елены Шубиной» издательства «АСТ».

## Биография
Мать — Янина Норбертовна Полякова (при рождении Покорная), дочь польки Брониславы Кайдановской и чеха Норберта Покорного. Отец — Даниил Поляков, сын крестьян.
Окончила филологический факультет МГУ им. М. В. Ломоносова.
Работала в редакции критики и литературоведения издательства «Советский писатель», в издательстве «Энциклопедия», в белорусском отделе журнала «Литературное обозрение», заведующим отделом прозы журнала «Дружба народов», в 1996—2008 годах — в издательстве «Вагриус», была заведующим отделом современной литературы. В 2008 году стала главным редактором отдела «Современная русская проза» издательства «АСТ», в 2012 году отдел был переименован в «Редакцию Елены Шубиной».
Член «Литературной академии» премии «Большая книга».
Муж — Лев Алексеевич Шубин (1928—1983), литературовед, специалист по Андрею Платонову.

## Признание
- 2015 — лауреат премии «Книжный червь» «за популяризацию русской прозы, формирование безупречного литературного вкуса и создание высоких стандартов работы»[11].

## Критика

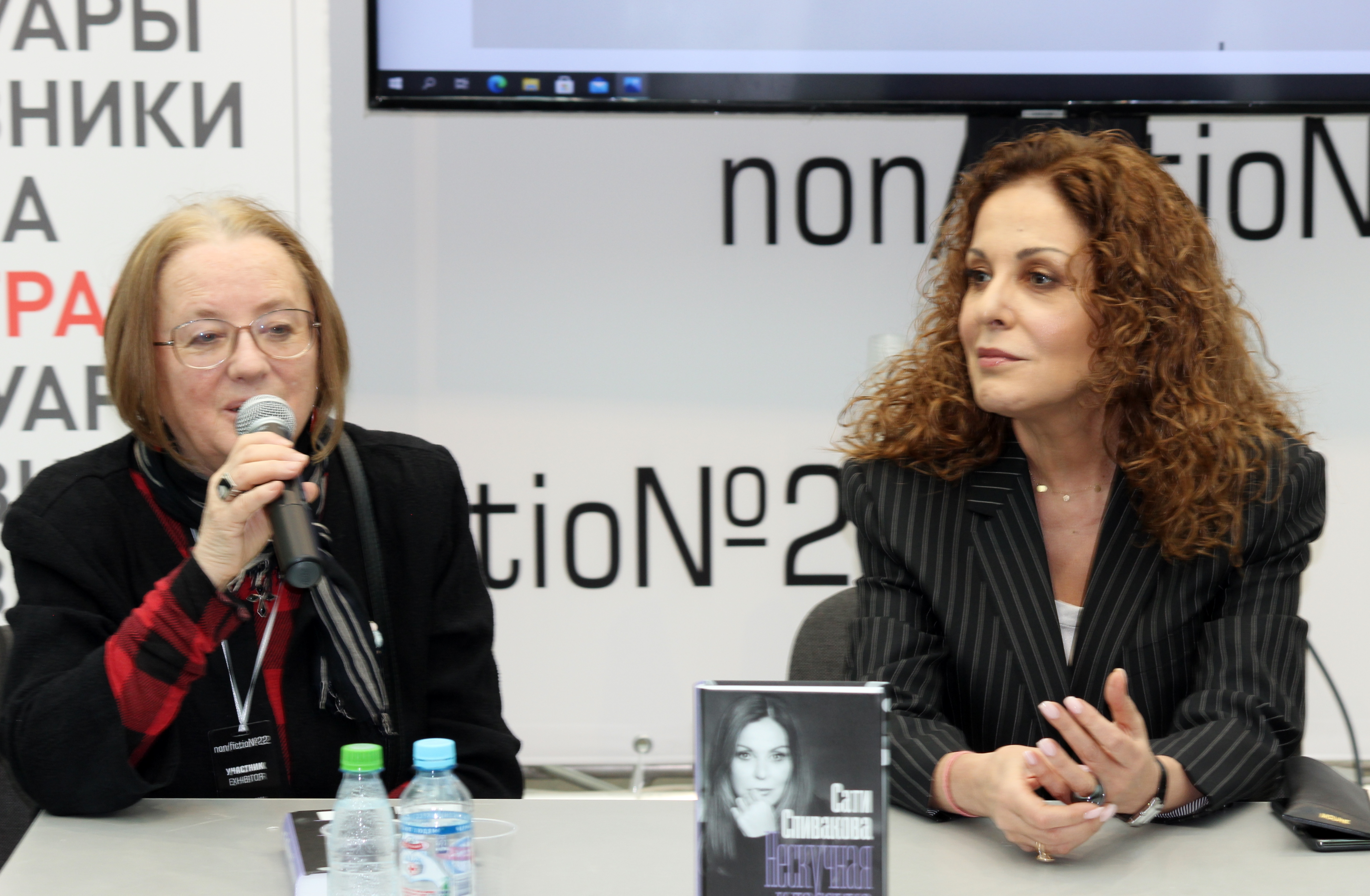
Шубина и Сати Спивакова во время презентации книги Спиваковой на non/fictio№ 22.

Литературный критик Лев Данилкин писал, что «большинство книг, получающих статус важного литературного события, помечены штампом „редакция Шубиной“». Редактор Светлана Зорина отметила, что «сегодня словосочетание „Редакция Елены Шубиной“ — это бренд, знак качества, ориентир в выборе современной российской прозы». «Брендом» назвал «Редакцию Елены Шубиной» журнал «Forbes Woman». Калининградская областная научная библиотека назвала Шубину «самым известным издателем России».
В то же время писатель Олег Кудрин находит странным, что «в 140-миллионной стране две трети книг, объявленных авторитетным жюри [премии „Большая книга“] самыми важными, издано одной Редакцией», — и связывает это с монополизмом издательства. Он также считает подозрительным комплиментарное отношение друг к другу писателей, издающихся в «Редакции Елены Шубиной», в частности, Григория Служителя, Евгения Водолазкина и Гузели Яхиной. В свою очередь критик Евгения Коробкова прямо говорит, ссылаясь на слова анонимного автора «Редакции Елены Шубиной», что «одним из условий поездки на зарубежную книжную ярмарку было — пиарить перед журналистами „Зулейху“ и на вопросы, „что посоветуете почитать“, — со всей дури советовать Яхину».
Деятельность Шубиной на должности заведующей отделом современной русской литературы издательства «Вагриус» в 1996—2008 годах тоже оценивается по-разному. Большое признание среди критиков получила серия «Современная русская проза». В то же время писатель Александр Агеев обвинил издательство в «мародёрстве», так как оно публикует тексты, уже отобранные и отредактированные толстыми журналами.
В августе 2022 года под председательством писателя Захара Прилепина прошло заседание т.н. «Группы по расследованию антироссийских действий», чьи участники намерены «зачищать культурное пространство» от всех активно или пассивно не поддержавших военное вторжение России на Украину. Позже ГРАД представил списки из около 150 «агентов иностранного влияния и их пособников»: в них вошли многочисленные деятели литературы и кино, а также некоторые журналисты и госслужащие. Среди них оказалась и издававшая книги Прилепина Елена Шубина, издательство которой с июля начали покидать авторы из-за продолжения сотрудничества с этим писателем и публичного поздравления с днём рождения.